# Campeonato Uruguayo de Primera División 1984
El Campeonato Uruguayo 1984 fue el 80° torneo de primera división del fútbol uruguayo, correspondiente al año 1984.
Este es uno de los campeonatos más trascendentes de la historia, ya que luego de disputadas dos ruedas todos contra todos entre los 13 equipos participantes, se coronó campeón Central Español equipo recientemente ascendido desde Primera "B" como campeón de la misma, marcando un hito único en la historia del fútbol uruguayo y un récord mundial.
Además, es el segundo torneo en la historia del campeonato de primera división desde que se instauró el profesionalismo, en que logra salir campeón un equipo distinto a los dos grandes (Nacional y Peñarol), repitiendo de esta forma la hazaña de Defensor en 1976 (teniendo en cuenta todas las ediciones del Campeonato Uruguayo, el primer club en obtenerlo sin ser Nacional y Peñarol, fue Wanderers en 1906, el bohemio lo obtuvo además en 1909 y 1931. Otros clubes menores que se proclamaron campeones uruguayos antes son River Plate FC en 1908, 1910, 1913 y 1914, y Rampla Juniors en 1927).

## Posiciones
| Puesto | Equipo               | Pts | PJ | PG | PE | PP | GF | GC | Dif |
| ------ | -------------------- | --- | -- | -- | -- | -- | -- | -- | --- |
| 1°     | Central Español      | 35  | 24 | 13 | 9  | 2  | 39 | 17 | 22  |
| 2°     | Peñarol              | 34  | 24 | 11 | 12 | 1  | 47 | 23 | 24  |
| 3°     | Nacional             | 32  | 24 | 11 | 10 | 3  | 44 | 25 | 19  |
| 4°     | Danubio              | 31  | 24 | 12 | 7  | 5  | 35 | 22 | 13  |
| 5°     | Bella Vista          | 27  | 24 | 10 | 7  | 7  | 25 | 29 | -4  |
| 6°     | Montevideo Wanderers | 26  | 24 | 10 | 6  | 8  | 37 | 30 | 7   |
| 7°     | Defensor             | 24  | 24 | 9  | 6  | 9  | 27 | 26 | 1   |
| 8°     | Rampla Juniors       | 24  | 24 | 6  | 12 | 6  | 28 | 28 | 0   |
| 9°     | Progreso             | 18  | 24 | 4  | 10 | 10 | 23 | 35 | -12 |
| 10°    | Huracán Buceo        | 18  | 24 | 4  | 10 | 10 | 15 | 29 | -14 |
| 11°    | Sud América          | 17  | 24 | 5  | 7  | 12 | 27 | 42 | -15 |
| 12°    | Cerro                | 15  | 24 | 2  | 11 | 11 | 15 | 38 | -23 |
| 13°    | Miramar Misiones     | 11  | 24 | 3  | 5  | 16 | 16 | 34 | -18 |

|  | Campeón uruguayo y clasifica a la Liguilla Pre-Libertadores. |
|  | Clasifica a la Liguilla Pre-Libertadores.                    |
|  | Desciende a Primera "B".                                     |

|                                                   |
| Uruguay                                           |
| Campeón Uruguayo 1984 Central Español 1.er título |

#### Desempate por el tercer puesto en la primera rueda
|  | Danubio | 2:1 | Central Español |  |  |

|  | Rampla Juniors | 2:0 | Bella Vista |  |  |

|  | Danubio | 1:0 | Rampla Juniors |  |  |

#### Desempate por el tercer puesto en la segunda rueda
| 17 de octubre de 1984 | Peñarol | 0:0 (3:2 p.) | Nacional | Estadio Centenario, Montevideo                            |  |
|                       |         |              |          | Asistencia: 26.640 espectadores Árbitro(s): Ramón Barreto |  |

## Clasificación a torneos continentales

### Liguilla Pre-Libertadores
El sistema de disputa fue de todos contra todos a una sola rueda. El campeón y subcampeón clasifican a la Copa Libertadores 1985. Si el campeón uruguayo no se encuentra entre estos dos equipos, tiene derecho a un partido definitorio por la segunda clasificación a la Libertadores ante el subcampeón de la Liguilla.
| Puesto | Equipo          | Pts | PJ | PG | PE | PP | GF | GC | Dif |
| ------ | --------------- | --- | -- | -- | -- | -- | -- | -- | --- |
| 1°     | Peñarol         | 8   | 5  | 3  | 2  | 0  | 8  | 3  | 5   |
| 2°     | Bella Vista     | 8   | 5  | 3  | 2  | 0  | 6  | 2  | 4   |
| 3°     | Nacional        | 7   | 5  | 3  | 1  | 1  | 10 | 3  | 7   |
| 4°     | Central Español | 4   | 5  | 1  | 2  | 2  | 4  | 5  | -1  |
| 5°     | Danubio         | 2   | 5  | 1  | 0  | 4  | 2  | 10 | -8  |
| 6°     | Defensor        | 1   | 5  | 0  | 1  | 4  | 2  | 9  | -7  |

|  | Clasifica a la Copa Libertadores 1985. |

#### Desempate por el título de la Liguilla
| 28 de diciembre de 1984 | Peñarol                                     | 2:2 (5:3 p.) | Bella Vista | Estadio Centenario, Montevideo                            |                                                           |
|                         | Hebert Revetria 17' · José Luis Zalazar 41' |              |             | Asistencia: 12.000 espectadores Árbitro(s): Ramón Barreto | Asistencia: 12.000 espectadores Árbitro(s): Ramón Barreto |

| Uruguay                                   |
| Campeón Liguilla 1984 Peñarol 6.to título |

#### Desempate por el segundo clasificado a la Copa Libertadores
|  | Bella Vista | 1:0 | Central Español |  |  |

### Equipos clasificados

#### Copa Libertadores 1985
|   | Equipo      | Clasificación como       |
| - | ----------- | ------------------------ |
| 1 | Peñarol     | Campeón Liguilla 1984    |
| 2 | Bella Vista | Subcampeón Liguilla 1984 |